# Alec Guinness

Alec Guinness, 1973

Sir Alec Guinness, CH CBE (* 2. April 1914 als Alec Guinness de Cuffe in Marylebone, London; † 5. August 2000 in Midhurst, West Sussex) war ein britischer Schauspieler. Er zählt zu den bedeutendsten Filmschauspielern des 20. Jahrhunderts und wurde wegen seiner außerordentlichen Wandlungsfähigkeit auch „Mann der tausend Gesichter“ genannt.
Seinen Durchbruch erlebte Guinness durch die Schwarzen Komödien Adel verpflichtet (1949), Der Mann im weißen Anzug (1951) und Ladykillers (1955) aus den Ealing Studios. Zum internationalen Star wurde er vor allem durch sein Mitwirken an David Leans Filmepen Die Brücke am Kwai (1957), Lawrence von Arabien (1962) und Doktor Schiwago (1965). In Star Wars (1977) spielte er die Rolle des alten Obi-Wan Kenobi. Vielen deutschen Zuschauern ist er durch seine Darstellung des Earl of Dorincourt im alljährlich zu Weihnachten wiederholten Fernsehfilm Der kleine Lord (1980) gegenwärtig. Bis 1996 wirkte der Oscar-prämierte Darsteller in über 50 Filmen mit.

## Leben

### Die frühen Jahre
Alec Guinness de Cuffe wuchs in ärmlichen Verhältnissen in London auf. Später erklärte er in seiner Autobiographie zu jenen Umständen: „Ich wurde im Chaos geboren und versank darin für Jahre: Bis zum Alter von 14 hatte ich drei verschiedene Namen und lebte in ungefähr 30 verschiedenen Hotels.“ Seine Mutter, Agnes de Cuffe, verschwieg ihm den Namen seines Vaters ein Leben lang, doch er vermutete, dass es sich dabei um einen Freund der Familie, Andrew Geddes, handeln musste, der sie immer wieder finanziell unterstützte.
Guinness arbeitete zunächst bei einer Werbeagentur und erhielt dann ein Schauspielstipendium. 1934 debütierte er am Theater. Zwei Jahre später war er bereits Ensemblemitglied am legendären Old Vic, wo er mit den seinerzeit größten britischen Charakterdarstellern Laurence Olivier, John Gielgud und Ralph Richardson – später ein jeder von ihnen in den Adelsstand erhoben – auf der Bühne stand.
Guinness heiratete 1938 die Schauspielerin Merula Salaman (1914–2000). 1940 wurde ihr Sohn Matthew geboren, der später ebenfalls Schauspieler wurde. Ab 1941 diente Guinness im Zweiten Weltkrieg als Angehöriger des Royal Naval Volunteer Service als Kommandant verschiedener Landungsschiffe, zuletzt im Rang eines Lieutenant (SG) (entspricht dem deutschen Kapitänleutnant). Unter anderem war er an der Operation Husky (Invasion Siziliens) im Juli 1943 beteiligt. Im Jahr 1946 wurden ihm homosexuelle Kontakte nachgesagt, die aber in der Öffentlichkeit nicht diskutiert wurden.

### Erste Filmerfolge
1946 spielte Guinness seine erste Filmrolle in Geheimnisvolle Erbschaft. Regie führte David Lean, mit dem er über Jahrzehnte immer wieder zusammenarbeitete, so auch 1948 bei der Dickens-Verfilmung Oliver Twist, in der Guinness die Rolle des Juden Fagin übernahm. Seine Darstellung wurde hochgelobt, die Konzeption der Figur später aber dafür kritisiert, dass antisemitische Klischees gefördert würden. 1949 gelang Guinness mit dem Film Adel verpflichtet der Durchbruch. In dieser Komödie porträtierte er in acht Rollen die exzentrischen Mitglieder einer britischen Adelsfamilie, die im Zuge einer Erbschaftsaffäre ermordet werden.
Bis Mitte der 1950er Jahre etablierte sich Guinness als wichtigster Komödiant des britischen Kinos. Er war der prägende Darsteller in den erfolgreichen Komödien der Ealing Studios (Der Mann im weißen Anzug, Ladykillers). 1956 stand er in Hollywood an der Seite von Grace Kelly für Der Schwan nach einem Bühnenstück von Ferenc Molnár vor der Kamera.
Nachdem sein Sohn sich von einer lebensgefährlichen Krankheit wieder vollständig erholt hatte, konvertierte Guinness 1956 gemäß einem zuvor von ihm abgelegten Gelübde mit seiner Frau zum Katholizismus. Für den Rest seines Lebens blieb er dem katholischen Glauben tief verbunden, pilgerte mehrmals nach Rom und nahm an mehreren Papst-Audienzen teil. In diesem Sinne prägte ihn auch Gilbert Keith Chesterton, dessen Figur des Pater Brown er 1954 in Die seltsamen Wege des Pater Brown für die Filmleinwand verkörperte.

### Der Charakter-Star
1957 spielte er in David Leans epischem Kriegsfilm Die Brücke am Kwai die Rolle des prinzipientreuen Colonel Nicholson in japanischer Kriegsgefangenschaft. Der weltweite Erfolg des Films verschaffte Guinness den Ruf eines führenden Charakterdarstellers im internationalen Filmgeschäft; für die Rolle erhielt er einen Oscar als bester Hauptdarsteller. 1959 wurde Guinness in den Adelsstand erhoben. In den folgenden Jahren spielte er in der Graham-Greene-Verfilmung Unser Mann in Havanna (1959) einen britischen Agenten und in dem Monumentalfilm Der Untergang des Römischen Reiches (1964) den römischen Kaiser Marcus Aurelius. In David Leans Klassiker Lawrence von Arabien (1962) brillierte er in der von ihm tiefgründig angelegten Rolle des Fürst Faisal. 1965 verpflichtete ihn Lean für Doktor Schiwago nach dem gleichnamigen Roman von Boris Pasternak für die Rolle von Jurijs Halbbruder Jewgraf, einem General der russischen Armee. Darüber hinaus begleitete Guinness die Handlung des Films in dieser Rolle als Erzähler.
Ab Mitte der 1960er Jahre wurden für Guinness Filmangebote und Rollen zunehmend weniger attraktiv. Hauptrollen gingen an britische Charakterschauspieler der nachfolgenden Generation wie Richard Burton, Albert Finney oder Peter O’Toole, während Guinness für prägnante Nebenrollen besetzt wurde. Wichtige Parts spielte er 1970 in Cromwell – Krieg dem König als König Charles I. und 1972 in Hitler – Die letzten zehn Tage als Adolf Hitler. 1976 gelang ihm mit seiner Darstellung des blinden Butlers Jamesir Bensonmum in Eine Leiche zum Dessert ein weiterer gelungener Ausflug ins Komödienfach.
Im Alter von 63 Jahren erlebte Guinness ein unerwartetes Comeback, als George Lucas ihn 1977 für seine Weltraumsaga Krieg der Sterne verpflichtete. Hier verkörperte er bärtig und mit Kapuze bekleidet als Obi-Wan Kenobi den weisen Lehrmeister des jungen Helden Luke Skywalker und verlieh dieser Rolle eine machtvolle und mystische Ausstrahlung. Der gigantische Erfolg des Films machte den Charakterdarsteller auch einem jungen Publikum bekannt und verschaffte ihm zudem für den Rest seines Lebens finanzielle Unabhängigkeit. Guinness erhielt zwar nur eine Gage von 150.000 Pfund, dafür aber 2,25 % der überschüssigen Einnahmen.
Vom Star-Wars-Kult und der Figur Obi-Wan Kenobi distanzierte er sich jedoch und ignorierte Autogrammwünsche. Den Kult, der um seine Person wie auch um die Personifizierung Obi-Wan Kenobis entstanden war, empfand Guinness als gleichermaßen übertrieben wie störend für sein Privatleben. Wie schon bei Die Brücke am Kwai sah er sich ein weiteres Mal für eine Darstellung gefeiert, die nach seiner Überzeugung nicht zu seinen besten Leistungen zählte. Aus Dankbarkeit gegenüber George Lucas trat er aber auch in den beiden Fortsetzungen Das Imperium schlägt zurück und Die Rückkehr der Jedi-Ritter auf.

### Die letzten Jahre

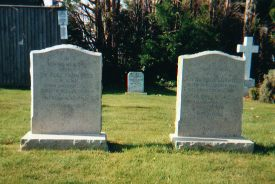
Die Gräber von Guinness und seiner Frau in Petersfield

1979 spielte er im Alter von 65 Jahren in der ersten Fernsehproduktion seiner Karriere den Meisterspion im Ruhestand George Smiley, der in Tinker, Tailor, Soldier, Spy (dt. Dame, König, As, Spion), einer Adaption von John le Carrés gleichnamigem Roman, einen Maulwurf im britischen Geheimdienst enttarnt. Diese Rolle nahm er 1982 in Agent in eigener Sache noch einmal auf.
1980 setzte er Maßstäbe mit seiner Interpretation des hartherzigen Earl of Dorincourt in der Klassiker-Verfilmung Der kleine Lord nach Frances Hodgson Burnett. Fünf Jahre später stand er noch einmal für David Lean in dessen letztem Film (Reise nach Indien) vor der Kamera. Nach seiner Rolle als Fürst Faisal in Lawrence von Arabien erbrachte er als indischer Brahmane noch einmal den Beweis für seine Wandlungsfähigkeit. Ab Ende der 1980er Jahre war Guinness nur noch sporadisch im Kino zu sehen. In Steven Soderberghs Kafka (1991) spielte er Kafkas undurchsichtigen Bürovorsteher und Vorgesetzten. Danach trat er für einige kleinere Rollen in englischen Fernsehproduktionen vor die Kamera. 1985 veröffentlichte er seine Autobiographie Blessings in Disguise (dt. Das Glück hinter der Maske) sowie mehrere amüsante Tagebuchbände.
Alec Guinness, der privat zurückgezogen gelebt und jahrzehntelang ein skandalfreies Leben mit seiner Frau Merula geführt hatte, starb am 5. August 2000 im Alter von 86 Jahren an Leberkrebs. Seine Frau starb zwei Monate nach ihm, ebenfalls im Alter von 86 Jahren. Sie waren 62 Jahre lang miteinander verheiratet gewesen und wurden nebeneinander auf dem Friedhof der St Laurence Roman Catholic Church in Petersfield, Grafschaft Hampshire beigesetzt.

### Der Schauspieler Guinness
Der äußerlich unscheinbar wirkende Guinness schien in jungen Jahren weder für Liebhaber- noch für Heldenrollen geeignet. Vielleicht war gerade dieser Umstand der Ausgangspunkt für seine vielfältige äußere Wandlungsfähigkeit. Er präsentierte die von ihm dargestellten Figuren mit großer Detailversessenheit und Präzision. Während er als junger Komödiant das Abbild eines subtilen britischen Humors zum Ausdruck brachte, überzeugte er in mittleren Jahren und bis ins Alter im Charakterfach mit der Personifizierung charismatischer Autoritätsfiguren wie Fürst Feisal und Obi-Wan Kenobi, denen er die Aura überlegener Intelligenz verlieh. Scheinbar mühelos konnte er sich auch in Figuren anderer Ethnien versetzen und ganz in ihnen aufgehen.
Er war sich selbst gegenüber immer äußerst kritisch und spielte auch seine Darstellung des George Smiley herunter, indem er erklärte: „Wahrscheinlich hab ich’s vermasselt.“ Dabei war es ihm hier einmal mehr gelungen, hinter beinahe unbewegten Gesichtszügen eine Figur mit bemerkenswerter Gefühls- und Bedeutungstiefe aufscheinen zu lassen. John le Carré meinte dazu, dass Guinness in dieser Figur viel von sich selbst gefunden und sich Smiley schließlich ganz zu eigen gemacht habe. Le Carré sah sich danach nicht mehr in der Lage, die Figur literarisch weiterzuentwickeln. Für ihn waren die kreierte Filmfigur Smiley und Guinness zur Deckung gelangt, obwohl er sich die von ihm geschaffene Figur doch ganz anders vorgestellt hatte.

## Synchronisation
Seine markante deutsche Standardsynchronstimme war die des Schauspielers Wilhelm Borchert, so etwa in Die Brücke am Kwai, Lawrence von Arabien, Doktor Schiwago, in der Krieg der Sterne-Trilogie sowie in Der kleine Lord. Weitere Sprecher waren Siegmar Schneider, Harry Wüstenhagen, Wolfgang Kieling, Friedrich W. Bauschulte, Jürgen Thormann, Heinz Reincke und Friedrich Schoenfelder.

## Ehrungen
Neben zahlreichen anderen Würdigungen erhielt Alec Guinness drei bedeutende Auszeichnungen der britischen Krone: 1955 wurde er zum Commander of the Order of the British Empire (CBE) ernannt, 1959 durch Königin Elisabeth II. als Knight Bachelor zum Ritter geschlagen und 1994 schließlich in den Orden der Companions of Honour (CH) aufgenommen. 1961 wurde er in die American Academy of Arts and Sciences gewählt.
Er erhielt Ehrendoktortitel (DLitt) der Universität Oxford (1977) und der Universität Cambridge (1991). 1980 überreichte ihm Dustin Hoffman einen Ehrenoscar für sein Lebenswerk. 1996 folgte der Lifetime Achievement Award der Europäischen Filmakademie.

## Filmografie (Auswahl)
Kinofilme
- 1946: Geheimnisvolle Erbschaft (Great Expectations)
- 1948: Oliver Twist (Oliver Twist)
- 1949: Adel verpflichtet (Kind Hearts and Coronets)
- 1949: Kampf ums Geld (A Run for Your Money)
- 1950: Ferien wie noch nie (Last Holiday)
- 1950: Der Dreckspatz und die Königin (The Mudlark)
- 1951: Das Glück kam über Nacht (The Lavender Hill Mob)
- 1951: Der Mann im weißen Anzug (The Man in the White Suit)
- 1952: Der Unwiderstehliche (The Card)
- 1953: Malta Story
- 1953: Der Schlüssel zum Paradies (The Captain’s Paradise)
- 1954: Die seltsamen Wege des Pater Brown (Father Brown)
- 1954: The Stratford Adventure (Kurzfilm)
- 1955: Nach Paris der Liebe wegen (To Paris with Love)
- 1955: Der Gefangene (The Prisoner)
- 1955: Ladykillers (The Ladykillers)
- 1956: Der Schwan (The Swan)
- 1957: Die Brücke am Kwai (The Bridge on the River Kwai)
- 1957: Kapitän Seekrank (Barnacle Bill)
- 1958: Des Pudels Kern (The Horse’s Mouth)
- 1958: Der Sündenbock (The Scapegoat)
- 1959: Unser Mann in Havanna (Our Man in Havana)
- 1960: Einst ein Held (Tunes of Glory)
- 1961: 1000 Meilen bis Yokohama (A Majority of One)
- 1962: Rebellion (H.M.S. Defiant!)
- 1962: Lawrence von Arabien (Lawrence of Arabia)
- 1964: Der Untergang des Römischen Reiches (The Fall of the Roman Empire)
- 1965: Lage hoffnungslos – aber nicht ernst (Situation Hopeless… But Not Serious)
- 1965: Doktor Schiwago (Doctor Zhivago)
- 1966: Hotel Paradiso (Hotel Paradiso)
- 1966: Das Quiller-Memorandum – Gefahr aus dem Dunkel (The Quiller Memorandum)
- 1967: Die Stunde der Komödianten (The Comedians)
- 1970: Cromwell – Krieg dem König (Cromwell)
- 1970: Scrooge
- 1972: Bruder Sonne, Schwester Mond (Fratello sole, sorella luna)
- 1973: Hitler – Die letzten zehn Tage (Hitler: The Last Ten Days)
- 1976: Eine Leiche zum Dessert (Murder by Death)
- 1977: Krieg der Sterne (Star Wars)
- 1980: Das Imperium schlägt zurück (The Empire Strikes Back)
- 1980: Hebt die Titanic (Raise the Titanic)
- 1983: Lovesick – Der liebeskranke Psychiater (Lovesick)
- 1983: Die Rückkehr der Jedi-Ritter (Return of the Jedi)
- 1984: Reise nach Indien (A Passage to India)
- 1988: Klein Dorrit (Little Dorrit)
- 1988: Eine Handvoll Staub (A Handful of Dust)
- 1991: Kafka (Kafka)
- 1994: Stumme Zeugin (Mute Witness)

Fernsehen
- 1979: Dame, König, As, Spion (Tinker Tailor, Soldier Spy, Fernsehserie)
- 1980: Der kleine Lord (Little Lord Fauntleroy, Fernsehfilm)
- 1982: Agent in eigener Sache (Smiley’s People, Fernsehserie)
- 1987: Monsignore Quixote (Monsignor Quixote, Fernsehfilm aus der Fernsehserie Great Performances)
- 1992: Geschichten aus Hollywood (Tales from Hollywood, Fernsehfilm)
- 1993: Auf fremdem Felde (A Foreign Field, Fernsehfilm aus der Fernsehserie Screen One)
- 1996: Cambridge Fieber (Eskimo Day, Fernsehfilm)

## Auszeichnungen
- 1950: National Board of Review Award – Adel verpflichtet (Kind Hearts and Coronets), Bester Hauptdarsteller
- 1952: Nastro d’Argento des Italienischen Filmkritikerverbandes – Das Glück kam über Nacht (The Lavender Hill Mob), Bester Hauptdarsteller
- 1957: Oscar – Die Brücke am Kwai (The Bridge on the River Kwai), Bester Hauptdarsteller
- 1957: Golden Globe – Die Brücke am Kwai (The Bridge on the River Kwai), Bester Hauptdarsteller
- 1957: National Board of Review Award – Die Brücke am Kwai (The Bridge on the River Kwai), Bester Hauptdarsteller
- 1957: New York Film Critics Circle Award – Die Brücke am Kwai (The Bridge on the River Kwai), Bester Hauptdarsteller
- 1958: British Film Academy Award – Die Brücke am Kwai (The Bridge on the River Kwai), Bester Hauptdarsteller
- 1958: Laurel Award – Die Brücke am Kwai (The Bridge on the River Kwai), 2. Platz in der Kategorie Bester Hauptdarsteller in einem Drama
- 1958: Coppa Volpi (Volpi-Pokal) der Internationalen Filmfestspiele in Venedig – Des Pudels Kern (The Horse’s Mouth), Bester Hauptdarsteller
- 1959: Laurel Award – Des Pudels Kern (The Horse’s Mouth), 3. Platz in der Kategorie Bester Hauptdarsteller in einer Komödie
- 1964: Tony Award/Antoinette Perry Award (US-amerikanischer Theater- und Musicalpreis) – Dylan (Dylan), Bester Hauptdarsteller
- 1968: Kansas City Film Critics Circle Award – Die Stunde der Komödianten (The Comedians), Bester Nebendarsteller
- 1978: Saturn Award – Krieg der Sterne (Star Wars), Bester Nebendarsteller
- 1979: Evening Standard British Film Award – Krieg der Sterne (Star Wars), Bester Nebendarsteller
- 1980: Ehrenoscar – für sein Lebenswerk
- 1980: Broadcasting Press Guild Award – Dame, König, As, Spion (Tinker, Tailor, Soldier, Spy), Bester Hauptdarsteller
- 1980: BAFTA TV Award – Dame, König, As, Spion (Tinker, Tailor, Soldier, Spy), Bester Hauptdarsteller
- 1983: BAFTA TV Award – Agent in eigener Sache (Smiley’s People), Bester Hauptdarsteller
- 1988: Los Angeles Film Critics Association Award – Klein Dorrit (Little Dorrit), Bester Nebendarsteller
- 1988: Goldener Ehrenbär (Internationale Filmfestspiele in Berlin) – für verdiente Filmkünste und sein Lebenswerk
- 1989: Academy Fellowship der British Academy of Film and Television Arts (BAFTA)
- 1989: Laurence Olivier Theatre Special Award – für herausragende Beiträge an Theatern im Londoner West End
- 1990: Special Achievement Award (London Critics Circle Film Awards/Spezialpreis) – für besondere Leistungen im Filmbereich
- 1995: Spezialpreis bei den Evening Standard British Film Awards – für nachhaltige Leistungen im britischen Film
- 1996: Spezialpreis für sein Lebenswerk bei den European Film Awards
- 1996: Europäischer Filmpreis – für sein Lebenswerk und besondere filmische Darstellungen
- Stern auf dem Hollywood Walk of Fame bei der Adresse 1551 Vine Street

## Schriften
- Das Glück hinter der Maske. Autobiographie (OT: Blessings in Disguise). Kindler, München 1986, ISBN 3-463-40041-3.
- Adel verpflichtet. Tagebuch eines noblen Schauspielers (OT: My Name Escapes Me. The Diary of a Retiring Actor). Henschel, Berlin 1998, ISBN 3-89487-297-7.